# 4187 Shulnazaria
4187 Shulnazaria este un asteroid din centura principală, descoperit pe 11 aprilie 1978 de Nikolai Cernîh.